# Újszőreg megállóhely
Újszőreg megállóhely a Kétegyháza–Újszeged-vasútvonalon mára megszüntetett egykori vasúti megállóhely volt Szőreg területén.
A megállóhely Újszeged és Szőreg állomások között - a második vágány elbontását követően - létesült 1924-ben, és 1962-es megszüntetéséig üzemelt. Az egykori 319. számú őrház mellett állt a Kamaratöltés utcánál lévő útátjárónál, mint egy peronos, nyílt vonali megállóhely.
A megállóhely megnyitásának évében a Kétegyháza–Újszeged-vasútvonal és a Szeged–Vedresháza-vasútvonal (az egykori Szeged-Csóka-Karlova vonal 1920 után Magyarországon megmaradt szakasza) vonatai szolgálták ki. A második világháború során 1944-ben a szegedi vasúti hidat lebombázták és felrobbantották, a híd a háború után már sosem épült újjá. Így innentől mind a mezőhegyesi, mind a vedresházi vonatok az újszegedi állomástól indultak. Az alacsony kihasználtság miatt 1959-ben a vedresházi vonalat bezárták és Szőreg állomástól délre a pályát is elbontották. Innentől már csak a mezőhegyesi vonatok álltak meg Újszőregen.
1962-ben vélhetően az alacsony kihasználtság miatt a megállóhelyet megszüntették és elbontották.